# Мэрринен, Коринн
Кори́нн Мэ́рринен (англ. Corinne Marrinan; род. 2 сентября 1974 года, Нью-Йорк, США) — американский театральный режиссёр, сценарист и продюсер. Лауреат премии «Оскар» (2005).

## Биография
Коринн Мэрринен родилась 2 сентября 1974 года в Нью-Йорке (США). В 1995 году окончила Бостонский университет.
После получения высшего образования работала театральным режиссёром в театре Гудмана, а позже начала работать в области кино и телевидения.
В 2001 году она была номинирована на премию «Эмми» за документальный фильм «На цыпочках: Музыка Ladysmith Black Mambazo» (2000).
В 2006 году получила премию «Оскар» за документальный фильм «Звуки триумфа: Золотой век Нормана Корвина» (2005).

## Фильмография
сценарист
- 2000—2011 — C.S.I.: Место преступления/CSI: Crime Scene Investigation

продюсер
- 2000 — На цыпочках: Музыка Ladysmith Black Mambazo / On Tiptoe: The Music of Ladysmith Black Mambazo
- 2000—2011 — C.S.I.: Место преступления / CSI: Crime Scene Investigation
- 2002—2011 — C.S.I.: Место преступления Майами / CSI: Miami
- 2004—2011 — C.S.I.: Место преступления Нью-Йорк / CSI: NY
- 2005 — Звуки триумфа: Золотой век Нормана Корвина[англ.]/A Note of Triumph: The Golden Age of Norman Corwin
- 2009 — Тёмный свет: Искусство слепых фотографов / Dark Light: The Art of Blind Photographers